# 1973 en sport
Cet article présente les faits marquants de l'année 1973 en sport.

## Athlétisme
- La première édition du semi-marathon Marvejols-Mende a lieu le 22 juillet. Cette épreuve est à l'origine du terme semi-marathon.

## Automobile
- Jackie Stewart remporte le Championnat du monde de Formule 1 au volant d'une Tyrrell-Ford.

- 29 juillet : GP des Pays-Bas : le pilote britannique Roger Williamson meurt asphyxié, prisonnier des décombres de sa March-Ford en flammes, à la suite d'une sortie de piste au 8e tour.  Les efforts déployés par David Purley pour le sauver sont restés vains.
- 6 octobre : le pilote français François Cevert, trouve la mort lors des essais du Grand Prix des États-Unis, sur le circuit de Watkins Glen.

## Baseball
- Les Oakland Athletics remportent les World Series face aux New York Mets.
- Finale du championnat de France : Paris UC bat Nice UC.

## Basket-ball
- NBA : les New York Knicks sont champion NBA en battant en finales les Los Angeles Lakers 4 manches à 1.
- Berck est champion de France, Pierre Galle est MVP.

## Cyclisme
- Eddy Merckx réalise le doublé Tour d'Italie-Tour d'Espagne.
- Luis Ocaña remporte le Tour de France devant le Français Bernard Thévenet.
- Felice Gimondi devient champion du monde sur route.

## Football
- Le FC Nantes remporte le championnat de France de football.

## Football américain
- 14 janvier : Super Bowl VII : Miami Dolphins 14, Washington Redskins 7. Article détaille : Saison NFL 1972.

## Hockey sur glace
- Les Canadiens de Montréal remportent la Coupe Stanley.
- Coupe Magnus : Chamonix champion de France.
- La Chaux-de-Fonds champion de Suisse.
- L’Union soviétique remporte le championnat du monde.

## Rugby à XIII
- 13 mai : à Toulouse, le Toulouse olympique XIII remporte le Championnat de France face à Marseille 18-0.
- 27 mai : à Carcassonne, Saint-Gaudens remporte la Coupe de France face à Carcassonne 22-8.

## Rugby à XV
- Égalité des cinq équipes du Tournoi des Cinq Nations (4 points chacune).
- Le Stadoceste tarbais est champion de France.

## Ski alpin
- Coupe du monde
  - L'Italien Gustav Thoeni remporte le classement général de la Coupe du monde.
  - L'Autrichienne Annemarie Moser-Pröll remporte le classement général de la Coupe du monde féminine.

## Naissances
- 8 janvier : Henning Solberg, pilote automobile (rallye) norvégien.
- 19 janvier : Yevgeny Sadovyi, nageur russe.
- 1 février : Elena Makarova, joueuse de tennis soviétique puis russe.
- 2 février : Svetlana Boginskaia, gymnaste biélorusse.
- 4 février : Oscar de la Hoya, boxeur américain.
- 16 février : Cathy Freeman, athlète australienne.
- 18 février : Claude Makélélé, footballeur français.
- 28 février : Eric Lindros, hockeyeur canadien.
- 2 mars : Max van Heeswijk, coureur cycliste néerlandais.
- 6 mars : 
  - Amina Abdellatif, judokate française, médaillée Européenne en 2002.
  - Michael Finley, joueur de basket-ball américain évoluant en NBA.
- 14 mars : Daniel Fernandes, judoka français, vice-champion du monde en 2003 et 5ème aux Jeux Olympiques 2004.
- 25 mars : Michaela Dorfmeister, skieuse alpine autrichienne.
- 30 mars : Jan Koller, footballeur tchèque.
- 5 avril : Yacine Douma, judoka français, champion d'Europe en 2002.
- 7 avril : Carole Montillet, skieuse alpine française.
- 10 avril : Roberto Carlos, footballeur brésilien.
- 18 avril : Haile Gebrselassie, athlète éthiopien, considéré comme l'un des meilleurs coureurs de fond de tous les temps.
- 19 avril : Patrice Estanguet, kayakiste français.
- 13 mai : Franck Dumoulin, tireur français au pistolet 10 et 50 mètres, champion olympique au pistolet à 10 mètres aux Jeux de Sydney en 2000.
- 19 mai : Hugues Obry, escrimeur français.
- 24 mai : Karim Alami, joueur de tennis marocain.
- 25 mai : Marco Meoni, joueur italien de volley-ball.
- 31 mai : Kate Howey, judokate britannique, championne du monde dans la catégorie des poids moyens en 1997.
- 11 juin : Darcel Yandzi, judoka français, champion d’Europe et médaillé mondial en 1993.
- 14 juin : Sami Kapanen, joueur finlandais de hockey sur glace évoluant dans la LNH.
- 18 juin : Alexandra Meissnitzer, skieuse alpine autrichienne.
- 24 juin : Jere Lehtinen, joueur finlandais de hockey sur glace évoluant en LNH, champion du monde en 1995 et vainqueur de la Coupe Stanley en 1999.
- 4 juillet : Jan Magnussen, pilote automobile danois.
- 12 juillet : Christian Vieri, footballeur italien.
- 20 juillet : Peter Forsberg, hockeyeur suédois.
- 23 juillet : Nomar Garciaparra, joueur de baseball américain d'origine mexicaine.
- 24 juillet : Johan Micoud, footballeur français.
- 30 juillet : Andrea Gaudenzi, joueur italien de tennis.
- 3 août : Kurt Grote, nageur américain, spécialiste de la brasse.
- 8 août : Laurent Sciarra, basketteur français.
- 24 août : Inge de Bruijn, nageuse néerlandaise.
- 29 août : Olivier Jacque, pilote moto français.
- 31 août : Scott Niedermayer, joueur canadien de hockey professionnel évoluant en NHL.
- 6 septembre :
  - Carlo Cudicini, footballeur italien, évoluant au poste de gardien de but.
  - Alessandro Troncon, joueur de rugby à XV italien évoluant au poste de demi de mêlée.
- 13 septembre : Christine Arron, athlète française.
- 23 septembre : Valentino Fois, coureur cycliste italien. († 28 mars 2008).
- 11 octobre : Steven Pressley, footballeur international écossais.
- 18 octobre : John Baldwin, patineur artistique américain.
- 19 octobre : Hicham Arazi, joueur de tennis marocain
- 22 octobre :
  - Ichirō Suzuki, joueur de baseball japonais.
  - John Blewett III, pilote automobile américain de NASCAR. († 16 août 2007).
- 23 octobre : Gaël Touya, escrimeur français, champion olympique par équipe au sabre aux Jeux olympiques de 2004 à Athènes.
- 24 octobre : Levi Leipheimer, coureur cycliste américain.
- 29 octobre : Robert Pirès, joueur de football français, champion du monde en 1998 et champion d'Europe en 2000
- 1er novembre : Xiaoshuang Li, gymnaste chinois, champion olympique des exercices au sol aux Jeux de Barcelone en 1992.
- 13 novembre :
  - David Auradou, joueur de rugby à XV français, membre de l'équipe de France finaliste de la Coupe du monde de rugby en 1999 face à l'Australie.
  - Budge Pountney, joueur écossais de rugby à XV, qui a joué avec l'équipe d'Écosse, au poste de troisième ligne, de 1998 à 2002.
- 25 novembre :
  - Steven de Jongh, coureur cycliste néerlandais.
  - Arnaud Demeester, pilote moto français.
  - Luca Martin, joueur de rugby à XV italien.
- 29 novembre :
  - Ryan Giggs, footballeur gallois.
  - Olivier Coqueux, joueur français de hockey sur glace.
- 2 décembre : Monica Seles, joueuse de tennis yougoslave, naturalisée américaine en 1995.
- 3 décembre : Francisco Pantoja Islas, catcheur mexicain évoluant à la WWE sous le nom de Super Crazy.
- 7 décembre : 
  - Vincenzo Carabetta, judoka français, médaillé Européen en 1994 et 1998.
  - Fabien Pelous, joueur français de rugby à XV.
- 15 décembre : Surya Bonaly, patineuse artistique française.
- 17 décembre : Paula Radcliffe, athlète britannique.
- 20 décembre : Antti Kasvio, nageur finlandais, spécialiste des épreuves de 200 et 400 m nage libre.
- 23 décembre :
  - Gala León García, joueur de tennis espagnol.
  - Jérôme Guézénec, pongiste français.
- 24 décembre : Frédéric Demontfaucon, champion du monde et médaillé olympique de judo.
- 30 décembre : Ato Boldon, athlète de Trinité-et-Tobago.

## Décès
- 2 mars : Jules Ladoumègue, 66 ans, athlète français. vice-champion olympique du 1500 mètres aux Jeux d'Amsterdam. (° 10 décembre 1906).
- 20 mai : Renzo Pasolini, 34 ans, pilote moto italien, vice-champion du monde 1972. (° 18 juillet 1938).
- 3 juin : Jean Batmale, 77 ans, footballeur français. (° 10 septembre 1895).
- 2 octobre : Paavo Nurmi, 76 ans, athlète finlandais. (° 13 juin 1897).
- 6 octobre : François Cevert, 29 ans, pilote automobilefrançais de Formule 1. (° 25 février 1944).
- 25 octobre : Abebe Bikila, 41 ans, athlète éthiopien, champion olympique du marathon aux Jeux de Rome en 1960 et de Tokyo en 1964. (° 7 août 1932).
- 4 décembre : Lauri Lehtinen, 65 ans, athlète finlandais. (° 10 août 1908).